# ヴィクトル・エリン

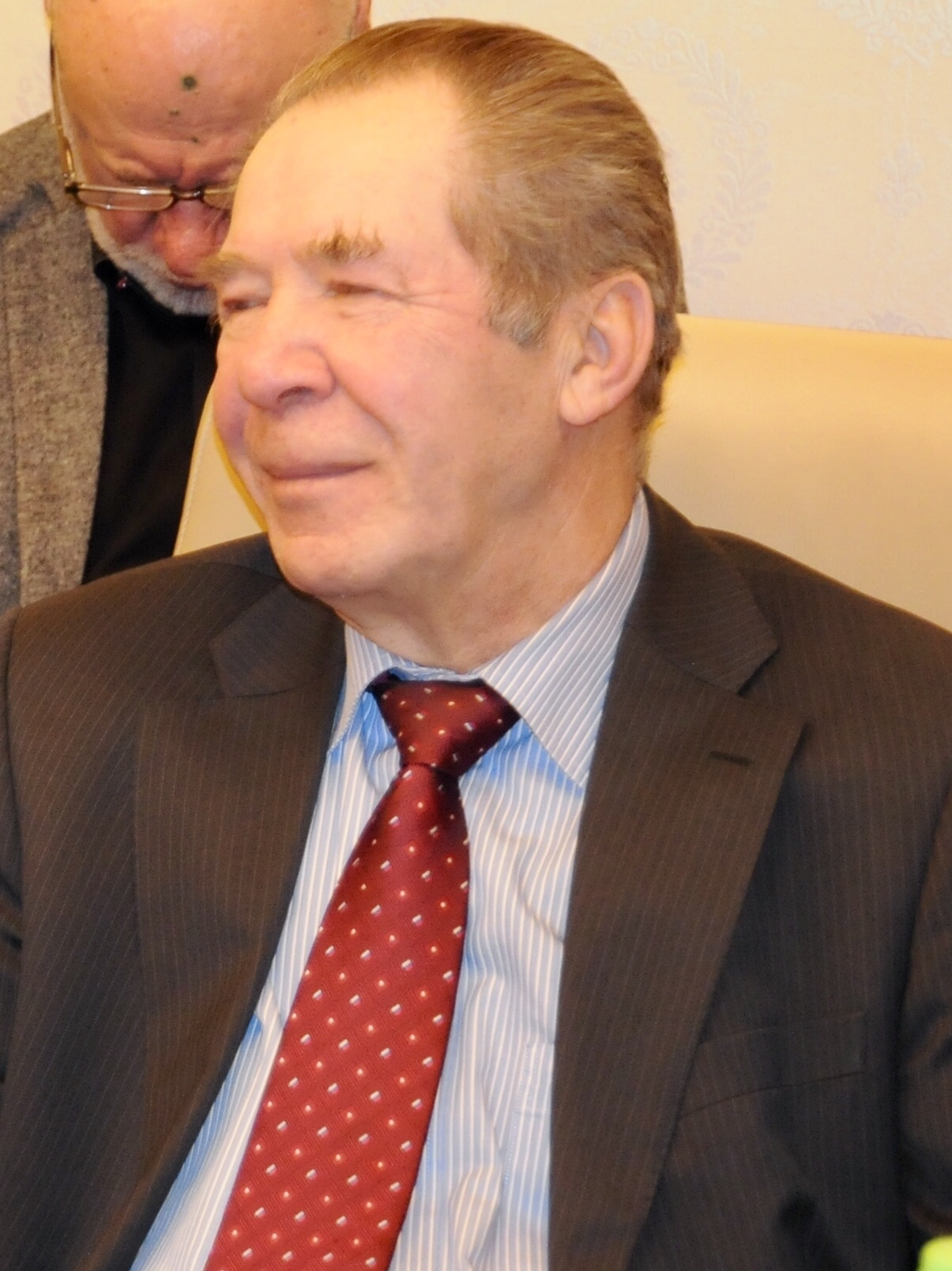
ヴィクトル・エリン（2016年）

ヴィクトル・フョードロヴィチ・エリン（ロシア語: Ви́ктор Фёдорович Е́рин、ラテン文字転写の例：Viktor Fyodorovich Yerin、1944年1月17日 -2018年3月19日）は、ロシア連邦の内務官僚、政治家。ソビエト連邦崩壊後初のロシア連邦内務大臣。上級大将。ロシア連邦英雄。カザン出身。ロシア人。

## 経歴

### ソ連時代
1964年から民警（警察官）として働く。8年間、タタールスタン内務省の刑事捜索部門で働き、捜査係から刑事捜索局長までを歴任した。
1973年、ソ連内務省高等学校を卒業。1980年～1981年、アフガニスタンに派遣。1983年、ソ連内務省に移り、横領対策総局の課長となる。
1988年～1990年、アルメニア内務第一次官。この時、アゼルバイジャン内務第一次官ヴィクトル・バランニコフの知己を得、事後、彼の庇護を得ることになる。

### ソ連崩壊～ロシア連邦
1990年からロシア・ソビエト連邦社会主義共和国内務次官・刑事民警局長。1991年から内務第一次官。治安機関の非政治化の支持者で、5月にソ連共産党を脱党した。ソ連8月クーデター時、バランニコフと共に国家非常事態委員会の鎮圧に参加し、首相ヴァレンチン・パヴロフ、ソ連最高会議議長アナトリー・ルキヤノフを逮捕したが、ボリス・プーゴの逮捕には失敗した（プーゴは自殺した）。その後、クーデター関係者の刑事事件捜査取調捜査保障部会、ソ連共産党財務部会を指導した。1991年9月、バランニコフ内相の下で内務第一次官を務める。
1991年12月中旬からロシア保安・内務第一次官。エリンは、内務機関と国家保安機関の統合の発議者の1人だった。しかしながら、1992年1月のロシア最高裁判所の決定に従い、保安・内務省は廃止され、1月17日、エリンは内相に任命された。

### ロシア内務相
内相としてのエリンは、その経歴から犯罪対策のプロだという評判を得ていたが、2年間で犯罪増加率を止める彼のプログラムは非現実的なものと受け止められた。ロシア国内軍の国家親衛隊（州兵）への改編には反対した。
1992年11月、イングーシ・オセチア紛争地区法秩序回復作戦本部長。
1993年10月1日、上級大将の階級を授与される。10月3日～4日のモスクワ騒乱事件の鎮圧に参加し、8日、ロシア連邦英雄の称号を授与された。
1994年11月、チェチェンの匪賊部隊武装解除行動指導部会に入る。1994年12月～1995年1月、モズドクの本部から、チェチェン領内の内務機関の行動を指揮した。
1995年6月30日、シャミル・バサエフによるブジョンノフスク人質略取事件と関連して解任。

### その後
1995年7月5日、ロシア対外情報庁（SVR）次官に任命。エリンのSVR次官任命は、彼の個人的要請によるものであり、SVRの同意も得ていた。過去、対外諜報機関の人事は、トップとその第一次官しか公表しないのが通例だったが、エリンが既に著名人であることからこの慣例は崩された。また、内務省出身であるエリンのSVR次官は、国際テロや国際組織犯罪対策の需要の高まりとも関連していた。
2000年に引退。2018年3月19日に死去。74歳没。

## パーソナル
妻帯、2児を有する。
ロシア連邦英雄（1993年）。赤星勲章、特別に危険な犯罪の捜査取調に対してメダルを受章した。